# Арешский султанат
Арешский султанат— государственное образование, существовавшее в 1747—1795 годах в Закавказье.

## История
Ареш в источниках до XV в. не фиксируется. Очевидно, как город он существует только с этого времени. Согласно Амину Ахмеду Рази, Ареш был основан Ануширваном (Хосровом I Сасанидом). Нынешнее селение Халдан в народе называют Ареш. Центр подлинного исторического Ареша, о котором идёт речь, как полагают, находится в трёх километрах от Халдана к востоку, в селении, называемом Ниметабад. В XVI в. он упоминается английскими путешественниками уже как крупнейший центр шелководства в масштабе всего Закавказья. Ареш, по Джеффри Декету, лежит от Шемахи на расстоянии 4 дней пути на верблюдах. «Главный и самый богатый торговый город страны, называемый Арраш (т. е. Ареш — О. Э.), — пишет Дженкинсон, — находится на границах Грузии; вокруг него производится более всего шёлка-сырца; сюда съезжаются для торговли турки, сирийцы и другие иностранцы»888. Это подтверждает также Декет, который пишет, что «главнейший товар этой страны — шёлк-сырец, которого великое множество в городе... называемом Арраш». На базарах Ареша, по сообщению тех же англичан, можно закупать на 100 тыс. фунтов разного шёлка, в том числе крашеного (алого) в связках, по одному фунту в каждой связке. Каждая связка весом в 1 фунт, равный 15 унциям, продавалась по 23 шаи, который равен 5 пенсам. Таким образом, фунт шёлка обходился в 11 шиллингов 6 пенсов. Из Ширвана, указывал Эдвардс, при лошадином грузе 50—60 батманов можно нагрузить 3000—4000 лошадей. Это составляет около 240 тыс. батманов шёлка. Венецианец Минадои упоминает Ареш в числе главных городов Сефевидского государства. «Ареш, — пишет он, — производит большое количество того прекрасного белого шёлка, который купцами попросту называется «mamodee». Минадои сообщает далее, что по причине больших опустошений и разрушений в тех районах в ходе войны с Турцией теперь этот шёлк не производится.
В 1578 году в плен к кызылбашам попал также османский полководец Пияле-бей, назначенный правителем Ареша вместо погибшего Кайтас-паши.
В 1614 году хакимом арешским был Мухаммед Гусейн-султан Зулькадар.

### Образование Арешское султанство
Арешское султанство охватывало часть нынешних территорий районов Евлах и Агдаш, а также территорию города Менгечаур. В 50-х годах XVIII века султанство находилось в вассальной зависимости от Шекинского ханства. В 1795-м году Арешское султанство было упразднено и присоединено к ханству как магал.

### Правители
1. Мелик Али
2. Мелик Али Мухаммед-хан
3. Мелик Али Гусейн-хан